# Штавенхаген
Штавенхаген (њем. Stavenhagen) град је у њемачкој савезној држави Мекленбург-Западна Померанија. Једно је од 69 општинских средишта округа Демин. Према процјени из 2010. у граду је живјело 5.978 становника. Посједује регионалну шифру (AGS) 13052074.

## Географски и демографски подаци
Штавенхаген се налази у савезној држави Мекленбург-Западна Померанија у округу Демин. Град се налази на надморској висини од 45 метара. Површина општине износи 40,8 km². У самом граду је, према процјени из 2010. године, живјело 5.978 становника. Просјечна густина становништва износи 146 становника/km².

## Међународна сарадња
| Мјесто | Држава    | Врста сарадње | Од    |
| ------ | --------- | ------------- | ----- |
| Силале | Литванија | партнерство   | 1994. |
| Извор  |           |               |       |